# Bunut (Widang)
Bunut is een bestuurslaag in het regentschap Tuban van de provincie Oost-Java, Indonesië. Bunut telt 1643 inwoners (volkstelling 2010).